# Elizabet Koleva

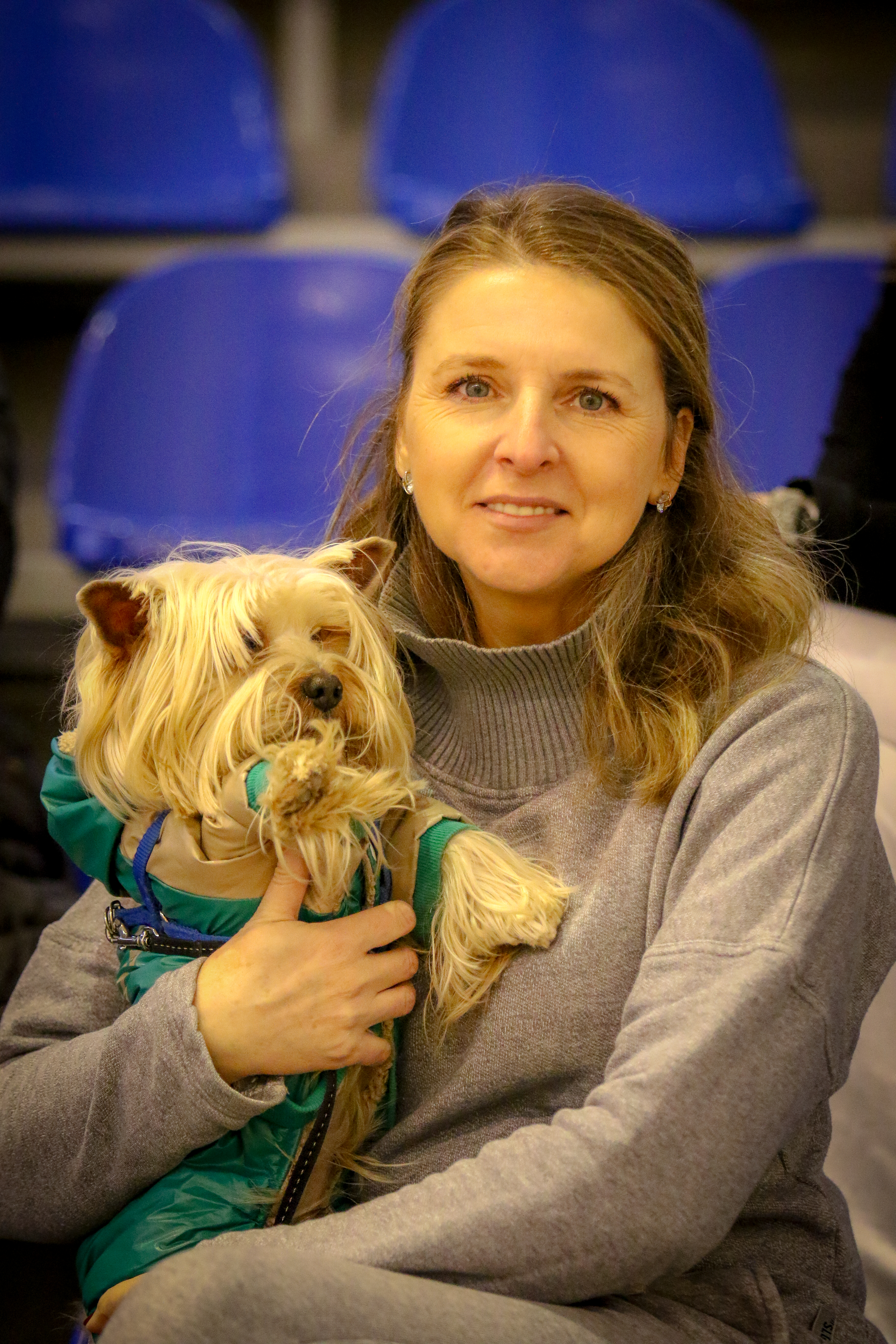
Fotografía de Elizabet Koleva.

Elizabet Koleva (en búlgaro, Елизабет Колева) es una ex gimnasta búlgara nacida en Sofía el 11 de noviembre de 1972. 
Se formó como gimnasta en el club Slavia, club al que regresó como entrenadora una vez que se retiró de la competición.

## Trayectoria
Fue una de las destacadas de la gimnasia rítmica mundial durante la segunda parte de la década de los años 80. 
En el campeonato de Europa júnior de 1987 de Atenas fue la gran triunfadora al obtener cinco medallas de oro, tanto en el concurso completo individual como en las cuatro finales por aparatos.
En 1987 participó en el campeonato del mundo de Varna, donde fue medalla de plata en el concurso completo, de bronce en cinta y obtuvo el cuarto puesto en mazas. 
Sus mejores resultados en categoría absoluta los obtuvo en 1988, en el campeonato de Europa celebrado en Helsinki, donde logró la medalla de oro del concurso completo individual, otra medalla de oro en la final de cuerda y una de bronce en mazas.